# 에우독소스
에우독소스(Eudoxos, 그리스어: Εὔδοξος ὁ Κνίδιος, Eúdoxos ho Knídios)는 기원전 4세기의 고대 그리스의 수학자, 천문학자로 플라톤의 제자이다. 그의 모든 저서는 소실되었지만, 일부 단편들이 히파르코스의 천문학에 대한 아라토스의 시에 대한 논평 속에 남아 있다. 비티니아의 테오도시우스의 중요한 저서 《구면기하학》(Sphaerics)은 에우독소스의 저서를 기반으로 한 것으로 추정된다.

## 생애
그의 이름 에우독소스(εὔδοξος)는 ‘영예로운’ 또는 ‘평판이 좋은’을 의미한다. 고대 그리스어로 eu는 ‘좋은’을 의미하며, doxa는 ‘의견, 신념, 평판’을 의미한다. 라틴어 이름 베네딕토스도 유사한 어원을 가진 이름이다.
크니도스 출신의 에오독소스의 아버지 아이스키네스는 밤에 별을 보는 것을 좋아했다. 에오독소스는 처음에는 아르키타스와 공부하기 위해 타란토로 여행을 갔다. 그곳에서는 그는 그에게 수학을 배운다. 이탈리아에 있는 동안, 에우독소스는 시실리를 방문했는데, 그곳에서는 필리스톤에게서 의학을 배웠다.
기원전 387년경, 23세의 나이에 그는 아테네로 가서 소크라테스의 제자가 되어 공부하기 위해 의학자인 테오메돈과 함께 여행을 했다. 디오게네스 라에르티오스에 따르면 어떤 사람들은 그를 에우독소스의 연인이라고 믿기도 했다고 한다. 그는 결국 플라톤의 강의와 여러 철학자들의 강의를 몇 개월 동안 들을 수 있었지만, 의견이 충돌해서 사이가 벌어졌다. 에우독소스는 매우 가난하였고, 피레아스에서 숙소를 얻을 여유 밖에 가지지 못했다. 그는 플라톤의 강의를 듣기 위해, 매일 11km를 왕복해야 했다. 가난한 그를 위해 친구들은 이집트의 헬리오폴리스에서 수학과 천문학 공부를 할 수 있을만큼의 충분한 성금을 모았다. 그는 그곳에서 16개월을 살았다. 이집트에서, 그 이후 북쪽으로 여행해서 마르마라해 해안에 위치한 시지쿠스로 갔다. 이후 남쪽으로 여행을 해서 마우솔로스의 궁전을 여행했다. 여행을 하는 동안, 그는 자신의 제자들을 많이 모을 수 있었다.
기원전 368년경, 에우독소스는 그의 제자들과 함께 아테네로 돌아왔다. 어떤 문헌에 따르면, 기원전 367년경, 시라쿠세의 플라톤의 시기에 아카데미의 장을 맡았고, 아리스토텔레스를 가르쳤다고 한다. 그는 결국 태어난 크니도스로 돌아가서, 그곳에서 시 의회에서 일하게 된다. 크니도스에 있는 동안, 그는 천문대를 짓고, 신학, 천문학, 기상학에 대한 저서와 강의를 계속했다. 그는 슬하에 외아들인 아리스타고라스와 세 딸, 아크티스, 필리티스, 델피스를 두었다.
수리천문학에서 그의 명성은 천문학적 구체의 도입과 초기 행성의 움직임에 대한 이해에 기여한 것 때문이다.
그의 비례에 대한 저서는 수에 대한 통찰력을 보여준다. 수는 정수나 심지어 유리수까지도 지속적인 수량의 엄격한 취급을 가능하게 한다. 니콜로 타르탈리아와 16세기 다른 이들에 의해 그의 이론이 되살아나자, 리하르트 데데킨트에 의해 대체될 때까지 1세기 동안 과학에서 수량적 작업의 토대가 되었다.
화성과 달에 있는 여러 분화구가 그의 이름을 따서 명명되었다. ‘에우독소스의 캄필레’라고 불리는 대수학 곡선도 그의 이름을 따서 지은 것이다.
a2x4 = b4(x2 + y2).

## 수학
원뿔의 부피는 같은 반지름과 같은 높이를 가진 원기둥 부피의 3분의 1이 되는 것을 증명했다. 이러한 성과는 유클리드의 저서에 기재되었다.

## 천문학
천문학 영역에서 그는 기원전 4세기경에 천동설을 주장했다. 지구가 중심에 있고, 다른 천체가 그 주위를 도는 천동설을 주장했다고 기록되어 있지만, 저서는 남아 있지 않다. 그러나 이 개념은 후에 아리스토텔레스와 프톨레마이오스에 의해 체계화되었다.

## 같이 보기
- 에우클레이데스
- 에우클레이데스의 원론
- 실수의 구성
- 스페우시포스